# Good Old-Fashioned Lover Boy
"Good Old-Fashioned Lover Boy" é o quarto single da banda britânica de rock Queen, oriundo do álbum A Day at the Races. A canção é de autoria do vocalista Freddie Mercury.
A canção descreve um amante à moda antiga, e contém a participação do produtor Mike Stone nos vocais de apoio. "Good Old-Fashioned Lover Boy" foi relançada em algumas coletâneas do Queen.

## Ficha técnica
Banda
- Brian May - guitarra, vocais de apoio
- John Deacon - baixo
- Freddie Mercury - vocais, piano e composição
- Roger Taylor - bateria, percussão e vocais de apoio